# Aban b. Abd al-Hamid al-Lahiqi
 Der er for få eller ingen kildehenvisninger i denne artikel, hvilket er et problem. Du kan hjælpe ved at angive troværdige kilder til de påstande, som fremføres i artiklen.

Abān b. ʿAbd al-Ḥamīd al-Lāḥiqī (død. år 200. År 816 (gregoriansk K.)) var en lærd mand af persisk oprindelse som skrev poesi på arabisk. Hans forfader Lāḥiq b. ʿUfayr var en beretter af ḥadīth og mawlā (klient) af Banū Raqqāsh stammen. Abāns forfædre stammer oprindeligt fra Fasā, en by i Fārs provinsen. Påstanden om at de skulle være af jødisk oprindelse, fremført af Abū ʿUbayda, er uberettiget.
Intet er kendt om Abāns barndom, selvom han højst sandsynlig var født i Basra, hvor han havde sin opvækst og studerede litteratur, retslære, logik og matematik.
1. ↑  Navnet er anført på engelsk og stammer fra Wikidata hvor navnet endnu ikke findes på dansk.